# Przemysł Ottokar II
Przemysł II Ottokar (cz. Přemysl Otakar II.; ur. ok. 1233, zm. 26 sierpnia 1278) – król Czech w latach 1253–1278 z dynastii Przemyślidów.

## Życiorys
Syn króla Czech Wacława I i Kunegundy, córki Filipa Szwabskiego, księcia Szwabii i króla Niemiec z dynastii Hohenstaufów.
W 1247 roku został margrabią Moraw. Zimą tego samego roku szlachta czeska podniosła bunt przeciwko królowi Wacławowi I. Przemysł Ottokar przyłączył się do buntowników i został wybrany na antykróla Czech w opozycji do swego ojca. Jednak w 1249 roku poddał się ojcu i zrzekł tytułu królewskiego. W 1246 roku po bezpotomnej śmierci księcia Fryderyka II Bitnego, ostatniego księcia Austrii z dynastii Babenbergów, rozgorzały walki o Księstwo Austriackie i w 1251 roku Wacław I doprowadził do wyboru Przemysła na władcę Austrii. Skutkiem tego były zaślubiny w 1252 roku Przemysła z Małgorzatą Babenberg, córką Leopolda VI Sławnego i Teodory Angeliny, siostrą Fryderyka II Bitnego, wdową po Henryku VII Hohenstaufie. Małżeństwo było bezdzietne. W 1261 roku między małżonkami doszło do rozwodu. Małgorzata wróciła do Austrii, gdzie zmarła. W latach 50. XIII wieku założył zamek Houska.

Maksymalny zasięg panowania króla Przemysła Ottokara II

Po śmierci ojca w 1253 roku Przemysł został królem Czech. Rok później zawarł układ pokojowy z Węgrami, na mocy którego doszło do podziału posiadłości Babenbergów: król Węgier Bela IV zatrzymał Styrię, natomiast Przemysł zawładnął resztą dziedzictwa Babenbergów. Jako sojusznik zakonu krzyżackiego brał udział w latach 1254–1255 w krucjatach w Prusach. Wówczas to na jego cześć został założony zamek nazwany Regiomontium. Od tej łacińskiej nazwy pochodzi niemiecka nazwa Königsberg, polska nazwa to Królewiec. Gdy w Niemczech nastał czas tzw. wielkiego bezkrólewia, Przemysł początkowo poparł wybór na króla Niemiec króla Kastylii Alfonsa X, jednak później zmienił front i opowiedział się za Ryszardem, księciem Kornwalii, w zamian za co uzyskał potwierdzenie swych roszczeń do krajów austriackich. Wtedy rozpoczęły się kolejne walki z Węgrami, których Przemysł pokonał w bitwie pod Kressenbrunn w 1260 roku, dzięki czemu opanował Styrię. Zamierzając opanować resztę ziem austriackich, Przemysł musiał zmierzyć się z książętami Bawarii, którzy zgłosili pretensje do ziem arcybiskupstwa Salzburga. Dzięki układowi ze swoim krewnym Bernardem, księciem Karyntii w 1269 roku zajął Karyntię. W 1273 roku Przemysł chciał sięgnąć po koronę króla Niemiec, jednak elektorowie, którzy obawiali się potęgi króla Czech, powołali na tron niemiecki słabego wówczas Rudolfa I Habsburga. Początkowo Przemysł, wobec niezadowolenia z jego rządów szlachty czeskiej, pogodził się z porażką o tron Niemiec, zawarł w 1276 roku układ z Rudolfem, na mocy którego zrzekł się władztwa w krajach austriackich i złożył hołd lenny z Czech i Moraw. Mimo że elekcję Rudolfa I poparł papież Grzegorz X, Przemysł nie pogodził się z wyborem Habsburga na króla Niemiec i podjął z nim walkę, nawiązując wcześniej sojusze m.in. z książętami Bawarii, polskimi (Leszek Czarny, Bolesław V Wstydliwy, Henryk IV Prawy). W 1278 roku Przemysł wszczął wojnę z Habsburgiem, najechał Austrię, gdzie 25 sierpnia 1278 doszło do bitwy pod Suchymi Krutami. Wojska czeskie i ich sprzymierzeńcy ponieśli całkowitą klęskę, król Przemysł Ottokar, mimo że przeżył walkę, wkrótce (jeszcze na polu bitwy) został zabity.

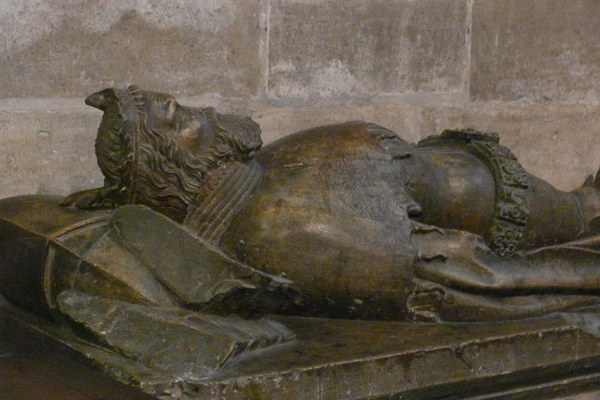
Grób Przemysła Ottokara II w archikatedrze św. Wita, Wacława i Wojciecha w Pradze

## Potomstwo
Drugą żoną Przemysła Ottokara II była poślubiona w 1261 Kunegunda halicka (zm. 1285), córka Rościsława halickiego, bana Slawonii, i zarazem wnuczka króla Węgier Beli IV. Dziećmi Przemysła Ottokara II i Kunegundy były:
- Kunegunda (ur. styczeń 1265, zm. 27 listopada 1321) – żona Bolesława II płockiego
- Agnieszka (ur. 5 września 1269, zm. 17 maja 1296) – żona Rudolfa II Habsburga, brata króla Albrechta I Habsburga, matka Jana Parricidy
- Wacław II (ur. 27 października 1271, zm. 21 czerwca 1305) – król Czech i Polski
- Małgorzata (ur. przed 1285, data śmierci nieznana)

Z pozamałżeńskiego związku Przemysła Ottokara II z Agnieszką z Kuenringu pochodzili:
- Mikołaj I opawski (ur. ok. 1255, zm. 25 lipca 1318), od którego wywodzi się linia książąt opawskich i raciborskich, wymarła w 1521
- Agnieszka (ur. przed 1260, data śmierci nieznana)
- Elżbieta (ur. przed 1260, data śmierci nieznana)
- córka, jej istnienie nie jest pewne

Ponadto ze związku z inną kobietą pochodził nieślubny syn
- Jan (data urodzenia nieznana, zm. 26 sierpnia 1296)

## Przodkowie
|  |                            |  |  |  |  |  |  |  |  |  |  |  |  |
|  | Władysław II Przemyślida   |  |  |  |  |  |  |  |  |  |  |  |  |
|  |                            |  |  |  |  |  |  |  |  |  |  |  |  |
|  |                            |  |  |  |  |  |  |  |  |  |  |  |  |
|  | Przemysł Ottokar I         |  |  |  |  |  |  |  |  |  |  |  |  |
|  |                            |  |  |  |  |  |  |  |  |  |  |  |  |
|  |                            |  |  |  |  |  |  |  |  |  |  |  |  |
|  | Judyta Turyńska            |  |  |  |  |  |  |  |  |  |  |  |  |
|  |                            |  |  |  |  |  |  |  |  |  |  |  |  |
|  |                            |  |  |  |  |  |  |  |  |  |  |  |  |
|  | Wacław I Przemyślida       |  |  |  |  |  |  |  |  |  |  |  |  |
|  |                            |  |  |  |  |  |  |  |  |  |  |  |  |
|  |                            |  |  |  |  |  |  |  |  |  |  |  |  |
|  | Bela III                   |  |  |  |  |  |  |  |  |  |  |  |  |
|  |                            |  |  |  |  |  |  |  |  |  |  |  |  |
|  |                            |  |  |  |  |  |  |  |  |  |  |  |  |
|  | Konstancja węgierska       |  |  |  |  |  |  |  |  |  |  |  |  |
|  |                            |  |  |  |  |  |  |  |  |  |  |  |  |
|  |                            |  |  |  |  |  |  |  |  |  |  |  |  |
|  | Agnieszka z Châtillon      |  |  |  |  |  |  |  |  |  |  |  |  |
|  |                            |  |  |  |  |  |  |  |  |  |  |  |  |
|  |                            |  |  |  |  |  |  |  |  |  |  |  |  |
|  | Przemysł Ottokar II        |  |  |  |  |  |  |  |  |  |  |  |  |
|  |                            |  |  |  |  |  |  |  |  |  |  |  |  |
|  |                            |  |  |  |  |  |  |  |  |  |  |  |  |
|  | Fryderyk I Barbarossa      |  |  |  |  |  |  |  |  |  |  |  |  |
|  |                            |  |  |  |  |  |  |  |  |  |  |  |  |
|  |                            |  |  |  |  |  |  |  |  |  |  |  |  |
|  | Filip Szwabski             |  |  |  |  |  |  |  |  |  |  |  |  |
|  |                            |  |  |  |  |  |  |  |  |  |  |  |  |
|  |                            |  |  |  |  |  |  |  |  |  |  |  |  |
|  | Beatrycze I Burgundzka     |  |  |  |  |  |  |  |  |  |  |  |  |
|  |                            |  |  |  |  |  |  |  |  |  |  |  |  |
|  |                            |  |  |  |  |  |  |  |  |  |  |  |  |
|  | Kunegunda Hohenstauf       |  |  |  |  |  |  |  |  |  |  |  |  |
|  |                            |  |  |  |  |  |  |  |  |  |  |  |  |
|  |                            |  |  |  |  |  |  |  |  |  |  |  |  |
|  | Izaak II Angelos           |  |  |  |  |  |  |  |  |  |  |  |  |
|  |                            |  |  |  |  |  |  |  |  |  |  |  |  |
|  |                            |  |  |  |  |  |  |  |  |  |  |  |  |
|  | Irena Angelina             |  |  |  |  |  |  |  |  |  |  |  |  |
|  |                            |  |  |  |  |  |  |  |  |  |  |  |  |
|  |                            |  |  |  |  |  |  |  |  |  |  |  |  |
|  | Herina (Irena) Paleologina |  |  |  |  |  |  |  |  |  |  |  |  |
|  |                            |  |  |  |  |  |  |  |  |  |  |  |  |
|  |                            |  |  |  |  |  |  |  |  |  |  |  |  |